# Premi Unión de Actores a la millor actriu secundària de teatre
El Premi a la millor actriu secundària en la seva secció de teatre lliurat per la Unión de Actores y Actrices reconeix la millor interpretació d'una actriu secundària dins d'una obra de teatre. Es ve lliurant des de 2002, ja que entrr 1991 i 2001 es va lliurar un únic premi al millor interpretació protagonista, sense distingir entre masculina i femenina.

### Dècada de 2000
| Guanyadora | Candidates                                       |                                                                                               |
| 2002       | 2002                                             | 2002                                                                                          |
| ---------- | ------------------------------------------------ | --------------------------------------------------------------------------------------------- |
|            | Goizalde Núñez per La gaviota                    | - Chusa Barbero per La prueba - Nuria Mencía per El matrimonio de Bostón                      |
| 2003       |                                                  |                                                                                               |
|            | Blanca Portillo per Como en las mejores familias | - Manuela Paso per El burlador de Sevilla - Isabel Pintor per El sueño de una noche de verano |
| 2004       |                                                  |                                                                                               |
|            | Isabel Pintor per Yo, Claudio                    | - Cristina Fenollar per Los verdes campos del Edén - Marta Solaz per Cantando bajo la lluvia  |
| 2005       |                                                  |                                                                                               |
|            | Susi Sánchez per Cara de plata                   | - Eva Higueras per La soga - María Alvárez per El castigo sin venganza                        |
| 2006       |                                                  |                                                                                               |
|            | Mélida Molina per Así es (si así os parece)      | - Maya Reyes per El maestro de danzar - Berta Gómez per Sálvese quien pueda                   |
| 2007       |                                                  |                                                                                               |
|            | Alicia Hermida per Fedra                         | - Nathalie Poza per Marat Sade - Susi Sánchez per Mujeres soñaron caballos                    |
| 2008       |                                                  |                                                                                               |
|            | Malena Alterio per Tío Vania                     | - Trinidad Iglesias per Las cuñadas - Violeta Pérez per Carnaval                              |
| 2009       |                                                  |                                                                                               |
|            | Nathalie Poza per Tito Andrónico                 | - Ana Labordeta per Noviembre - Ana Goya per La cena de los generales                         |

### Dècada de 2010
| Guanyadora | Candidates                                      |                                                                                                   |
| 2010       | 2010                                            | 2010                                                                                              |
| ---------- | ----------------------------------------------- | ------------------------------------------------------------------------------------------------- |
|            | María Moralesper Urtain                         | - Lola Cordón per Final de partida - Carme Conesaper Beaumarchais                                 |
| 2011       |                                                 |                                                                                                   |
|            | Elisabet Gelabert per Veraneantes               | - Alicia Borracheroper Comedia y sueño - Violeta Pérez per Los ojos                               |
| 2012       |                                                 |                                                                                                   |
|            | Malena Alterio (2) per Los hijos se han dormido | - Inma Cuevas per Los últimos días de Judas Iscariote - Marta Poveda per La vida es sueño         |
| 2013       |                                                 |                                                                                                   |
|            | Inma Cuevas per Cerda                           | - Ana Wagener per La anarquista - Xenia Reguant per Comedia y sueño                               |
| 2014       |                                                 |                                                                                                   |
|            | Consuelo Trujillo per Cuando deje de llover     | - Inma Cuevas per MBIG (Mcbeth International Group) - Ana Wagener per Fausto                      |
| 2015       |                                                 |                                                                                                   |
| centro     | Ana Villa per El discurso del rey               | - Consuelo Trujillo per Medea - Gracia Olayo per La llamada                                       |
| 2016       |                                                 |                                                                                                   |
|            | Ana Wagener per Hamlet                          | - Carmen Ruiz per Bajo terapia - Inma Cuevas per Historias de Usera                               |
| 2017       |                                                 |                                                                                                   |
|            | Alba Flores per Las Troyanas                    | - María Isasi per La Orestíada - Marta Molina per Una gata sobre un tejado de zinc caliente       |
| 2018       |                                                 |                                                                                                   |
|            | Natalia Hernández per La ternura                | - Clara Sanchis per Conocimiento - Mabel del Pozo per El curioso incidente del perro a medianoche |